# Ц обернене
Обернене Ц (Ꙡ, ꙡ) — рідкісний гліф, що являє собою обернену по горизонталі кириличну літеру Ц.
Обернене Ц є алографом Ц, що фонетично позначає той самий звук. Використовувалося в давньоновгородських берестяних грамотах, поряд з іншими оберненими літерами.

## Приклад використання
Текст:
«…ко Спирокѹ. Оже ти не возѧло Матеека пи, воложи ю со Прѹсомо ко мне. Ѧзо ти олово попродале, и свинеꙡе, и клепание вьхо. Ѹже мне не ехати во Сѹжедале. Воскѹ кѹплены 3 пи. А тоби поити сѹда. Воложи олова со ꙡетыри безмене, полотенеꙡа со дова ꙡереленаѧ. А кѹны прави сопроста.»
Переклад тексту:
«…до Спірку. Якщо ти (ще) не взяв пі (карел. piä «голова») Матейко, вклади її з Прусом до мене. Я тобі олово продав, і свинець, і все клепання. Мені вже не (потрібно) їхати до Суздаля. Віску куплено три пі. А тобі (треба) піти сюди. Вклади олова червоного приблизно чотири безміни, (тобто) приблизно два рушники. А гроші збери якнайшвидше».